# Erupción del Vesubio en 79

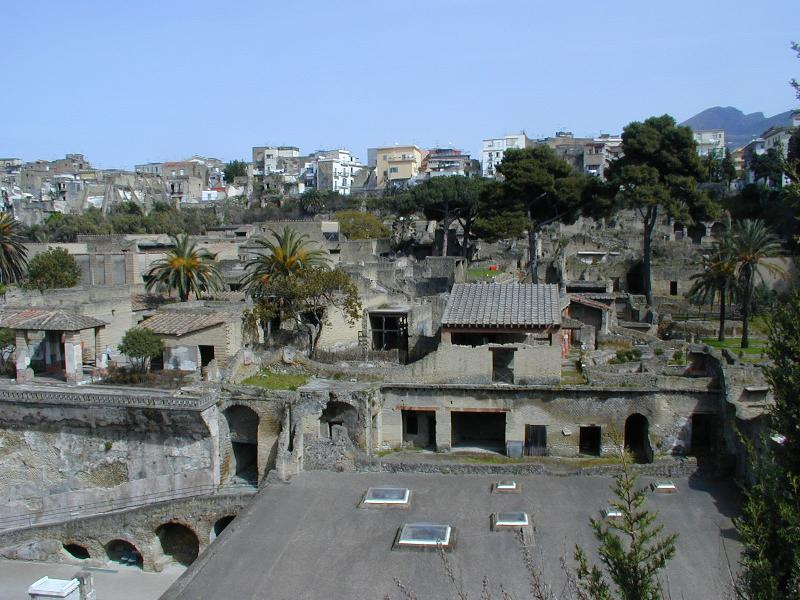
Ruinas de Herculano

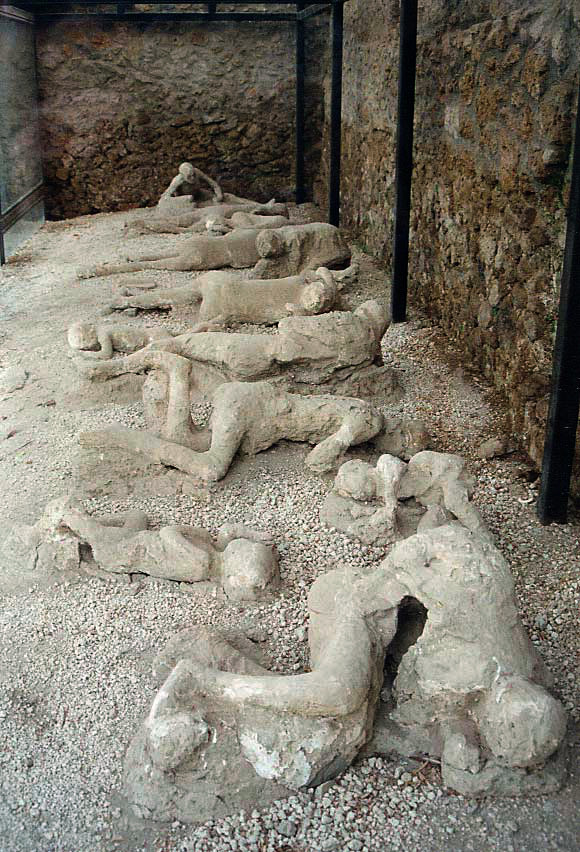
Jardín de los fugitivos, en Pompeya.

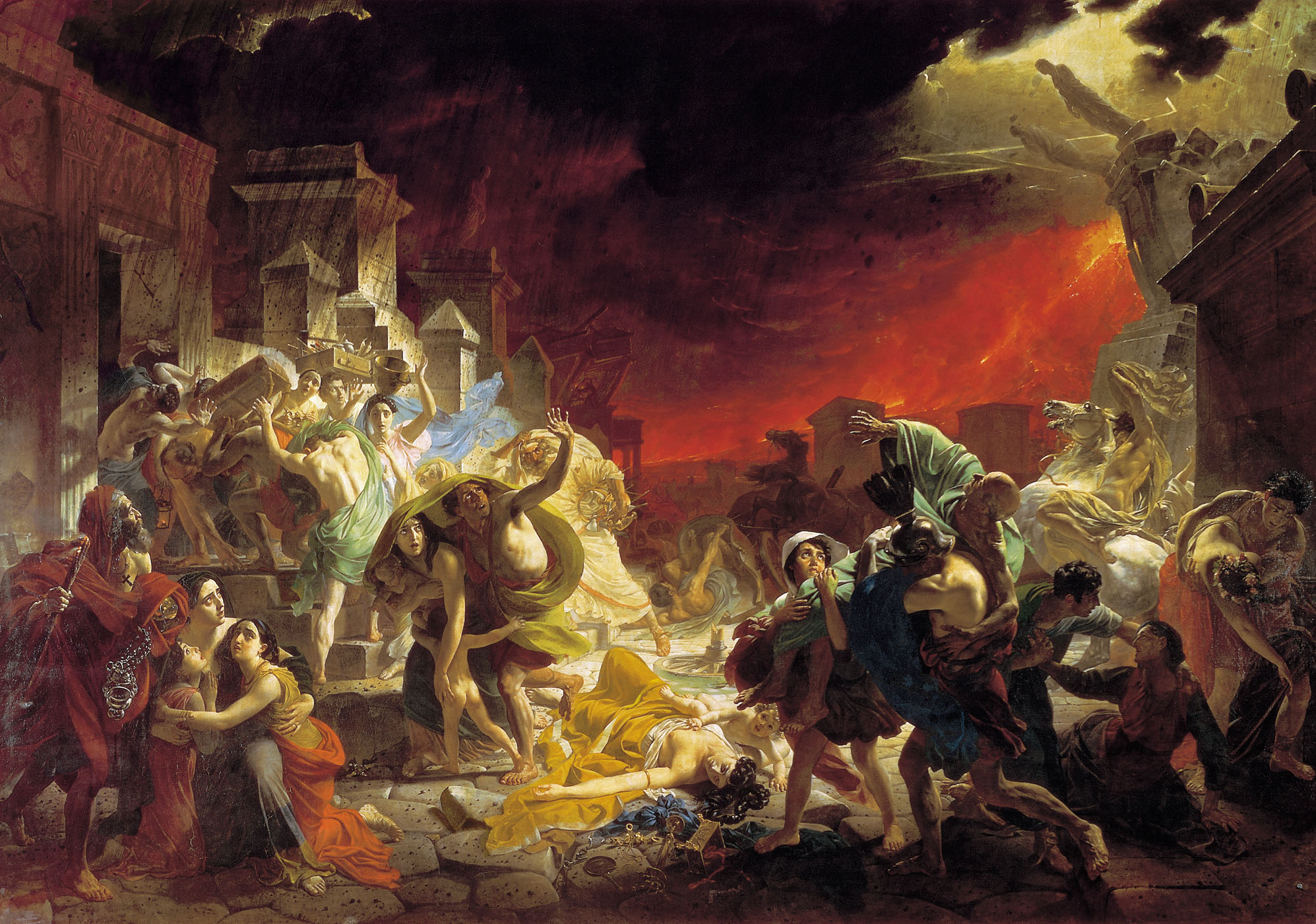
El último día de Pompeya, obra realizada por Karl Briulov entre 1830 y 1833. Óleo sobre tela de. exhibido en el Museo Estatal de San Petersburgo, Rusia.

La erupción del monte Vesubio del año 79 fue una de las erupciones volcánicas más famosas, catastróficas y mortíferas de la historia de Europa, que fue presenciada y documentada por Plinio el Joven. Si bien tradicionalmente se ha datado en la noche del 24 de agosto, distintos estudios y hallazgos arqueológicos han probado que debió acontecer en otoño o invierno del mismo año, en concreto el 24 de octubre.
Esta catástrofe alcanzó a las ciudades de Pompeya, Herculano y Estabia, que quedaron sepultadas por varias capas de ceniza volcánica y no serían excavadas hasta el siglo XVIII, así como otras zonas circundantes. El total de habitantes en estas ciudades era entre 16 000 y 20 000 personas; los restos de cerca de 1500 personas han sido encontrados en Pompeya y Herculano, pero el total de fallecidos es desconocido.

## Antecedentes
La erupción del año 79 fue precedida por un poderoso terremoto 17 años antes, el 5 de febrero del año 62, que causó una destrucción generalizada alrededor del golfo de Nápoles, y particularmente en Pompeya. Parte de los daños no habían sido reparados cuando el volcán entró en erupción. La muerte de centenares de ovejas por un "aire contaminado" en las cercanías de Pompeya, reportado por Séneca, llevó al vulcanólogo islandés, Haraldur Sigurdsson, a compararlo con las muertes similares de ovejas en Islandia cerca de pozas de dióxido de carbono volcánico, y a especular que el terremoto del año 62 estuvo relacionado con una nueva actividad en el Vesubio.
Otro sismo de menor magnitud en el año 64 fue registrado por Suetonio en su biografía de Nerón, y por Tácito en su obra Annales, ya que Nerón se encontraba en Nápoles actuando por primera vez en un teatro público cuando ocurrió el temblor. Suetonio registró que el emperador continuó cantando durante el terremoto hasta terminar su canción, mientras que Tácito escribió que el teatro se derrumbó poco después de ser evacuado.
Los romanos se acostumbraron a los sismos menores en la región; el escritor Plinio el Joven escribió que "no eran particularmente alarmantes porque son frecuentes en Campania". El 20 de agosto del año 79 comenzaron una serie de pequeños temblores, haciéndose más frecuentes los siguientes cuatro días, pero las señales de alerta no fueron advertidas.

## Naturaleza de la erupción
Las reconstrucciones de la erupción y sus efectos varían considerablemente en los detalles, pero tienen las mismas características generales. La erupción duró al menos dos días. La mañana del primer día, el 24 de octubre, fue percibido como un día normal por el único testigo presencial que dejó un documento sobreviviente, Plinio el Joven, que en ese momento se encontraba en Miseno, al otro lado del golfo de Nápoles a unos 30 kilómetros del volcán, lo que pudo haber evitado que advirtiera los primeros signos de la erupción. No tuvo oportunidad, durante los siguientes dos días, de hablar con personas que hubieran presenciado la erupción en Pompeya o Herculano y, de hecho, ni siquiera menciona a Pompeya en su relato, por lo que no habría notado las primeras fisuras pequeñas y liberaciones de ceniza y humo del volcán, de haber ocurrido esto temprano por la mañana. Cerca de la 1 de la tarde, el Vesubio entró violentamente en erupción, lanzando una columna a gran altura, de la que comenzó a caer ceniza y piedra pómez, cubriendo el área; fue en este momento en que se llevaron a cabo rescates y escapes del lugar.
En algún momento de la noche, o temprano al día siguiente, el 25 de octubre, comenzaron los flujos piroclásticos en las cercanías del volcán. Luces vistas en la montaña fueron interpretadas como incendios. Personas en lugares tan lejanos como el puerto de Miseno, huyeron para salvarse. Los flujos tenían un movimiento rápido, denso, y muy caliente, derribando parcial o totalmente las estructuras en su camino, incinerando o sofocando a toda la gente que permanecía en el lugar, y alterando el paisaje, incluyendo la costa. Todo esto estuvo acompañado por ligeros tremores adicionales y un pequeño maremoto en el golfo de Nápoles. Al anochecer del segundo día, la erupción finalizó, dejando bruma en la atmósfera a través de la cual el sol brillaba débilmente.
Plinio el Joven escribió un relato de la erupción:
Amplias capas de fuego iluminaban muchas partes del Vesubio; su luz y su brillo eran más vívidos por la oscuridad de la noche... era de día en cualquier parte del mundo, pero allí la oscuridad era más oscura y espesa que cualquier otra noche.

## Estudios estratigráficos

Pompeya y Herculano, así como otras ciudades afectadas por la erupción del Vesubio. La nube negra representa la distribución general de la ceniza y la piedra pómez. Se muestra la línea costera moderna.

De acuerdo con un estudio de las capas de ceniza publicado en 1982, y que ahora es una referencia estándar, la erupción del Vesubio del año 79 se desarrolló en dos fases: una erupción pliniana que duró entre dieciocho y veinte horas, y produjo una caída de piedra pómez y ceniza hacia el sur del volcán que se acumuló hasta en una capa de 2,8 metros en Pompeya, seguida por un flujo piroclástico en una segunda fase peleana que llegó tan lejos como Miseno, pero se concentró hacia el oeste y noroeste. Dos flujos piroclásticos envolvieron Pompeya, quemando y asfixiando a los rezagados que se habían quedado en la ciudad. Oplontis y Herculano recibieron el peso de las marejadas y fueron enterradas por una fina capa de ceniza, piedra pómez, fragmentos de lava, y depósitos piroclásticos.

## Desarrollo
En la mañana del 24 de agosto (fecha tradicional), una columna de humo comenzó a ascender del volcán Vesubio. La población de los alrededores pensó que se trataba de un escape más de humo, pues ya había pasado en años anteriores. Pero esta vez la erupción se manifestó de dos diferentes maneras.
En Herculano, una especie de fango, mezcla de cenizas, lava y lluvia, inundó las calzadas y callejuelas de la ciudad, cubrió los tejados, y penetró por ventanas y rendijas. La gente salió horrorizada de sus casas y muy pocos pudieron huir de aquella ciudad.
En Pompeya por su parte, el fenómeno se inició como una finísima lluvia de cenizas que nadie sentía. Luego cayeron los lapilli, pequeñas piedras volcánicas que se parecen a las normales, piedras pómez de varios kilogramos de peso. La ciudad quedó envuelta en vapores de azufre que penetraron por las rendijas y hendiduras de las casas y villas, y se filtraron en las togas que la población se ponía en nariz y boca para protegerse. Los pompeyanos comenzaron a pasar angustiosos minutos, replegados en los rincones que podían encontrar. Y cuando en el último momento algunos trataron de huir, muchos murieron lapidados por las piedras pómez. Aterrorizada, la población retrocedió y se encerraba en sus casas. Pero era demasiado tarde. En algunos casos, los techos se derrumbaron, dejando sepultados a los inquilinos.
El 26 de agosto, el sol volvió a salir. Del Vesubio solamente salía una débil columna de humo, y el volcán se encontraba rodeado por un enorme pedrisco, del que apenas salía alguna columna o algún tejado. En una distancia de 18 kilómetros, el paisaje quedó asolado: los jardines no eran más que un terregal, y los campos estaban llenos de ramas ennegrecidas. Las partículas de cenizas se extendieron por África, Siria, y Egipto.
Se calcula que murieron aproximadamente 5000 personas durante la erupción del monte Vesubio.

## Cultura actual

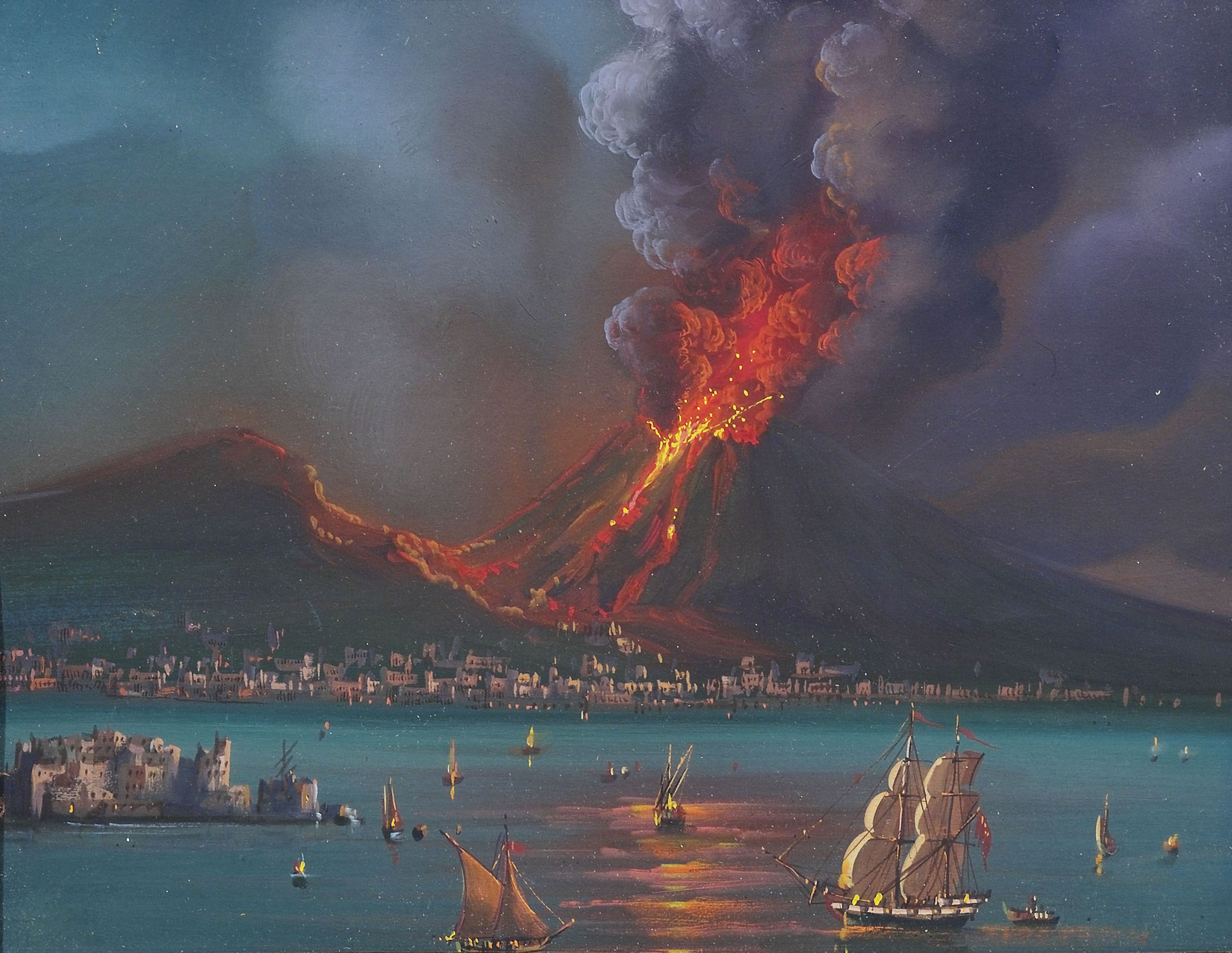
Pintura de la erupción del Vesubio en el siglo XVII

La erupción del Vesubio aparece representada a lo largo de muchos años en las varias adaptaciones fílmicas de la novela Los últimos días de Pompeya:
- 1926, dirigida por Carmine Gallone y Amilto Palermi.
- 1935, dirigida por Ernest B. Schoedsack.
- 1950, dirigida por Marcel L'Herbier y Paolo Moffa.
- 1959, dirigida por Mario Bonnard.
- 1984, dirigida por Peter R. Hunt.

Igualmente aparece en el docudrama del 2003 Pompeii: The Last Day (TV) del director Peter Nicholson, en la serie de televisión Pompeya (Pompeya: ayer, hoy, mañana) del 2007 dirigida por Paolo Poeti, también del mismo año en la producción para televisión Pompei (2007) del director Giulio Base, así como en la película Pompeii (2014) de Paul W. S. Anderson.